# Олексій фон Явленський
Олексій фон Явленський (нім. Alexej von Jawlensky; 13 (25) березня 1864, Торжок, за іншими джерелами — Кузлово, Тверської губернії — 15 березня 1941, Вісбаден) — російський художник-експресіоніст, жив та працював у Німеччині. Входив до творчого об'єднання художників «Синій вершник».

## Біографія

### Походження
Дворянин, син полковника Георгія Никифоровича Явленського та Олександри Петрівни. Брат Сергія Явленського (1860—1929), військового юриста генерал-майора, і Дмитра Явленського (1866—1920). Дитинство провів у батьківському маєтку в Кузлово під Вишнім Волочком в Тверській губернії.

### Роки навчання

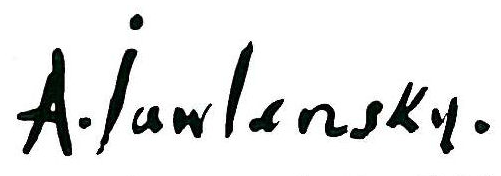
Автограф Явленського

З 1874 року переїхав з матір'ю в Москву. По закінченню гімназії вступає до 2-го Московського кадетського корпусу (1877—1884), а пізніше до 3-го Олександрівського військового училища (1885—1887). По завершенню навчання переведений в підпоручики і зарахований у 7-й гренадерський полк.
В 1890 році зарахований на службу до Петербурга, в Кронштадтський кріпацький піхотний батальйон. В Петербурзі вступає вільним слухачем до Імператорської Академії мистецтв. Його вчителями були Ілля Рєпін, П. П. Чистяков та Куїнджі Архип Іванович.
Розчарувавшись в академічному викладанні, з 1893 року починає працювати самостійно в майстерні учениці Рєпіна — Мар'яни Верьовкіної, яка стала супутницею його життя.

### Переїзд до Мюнхена

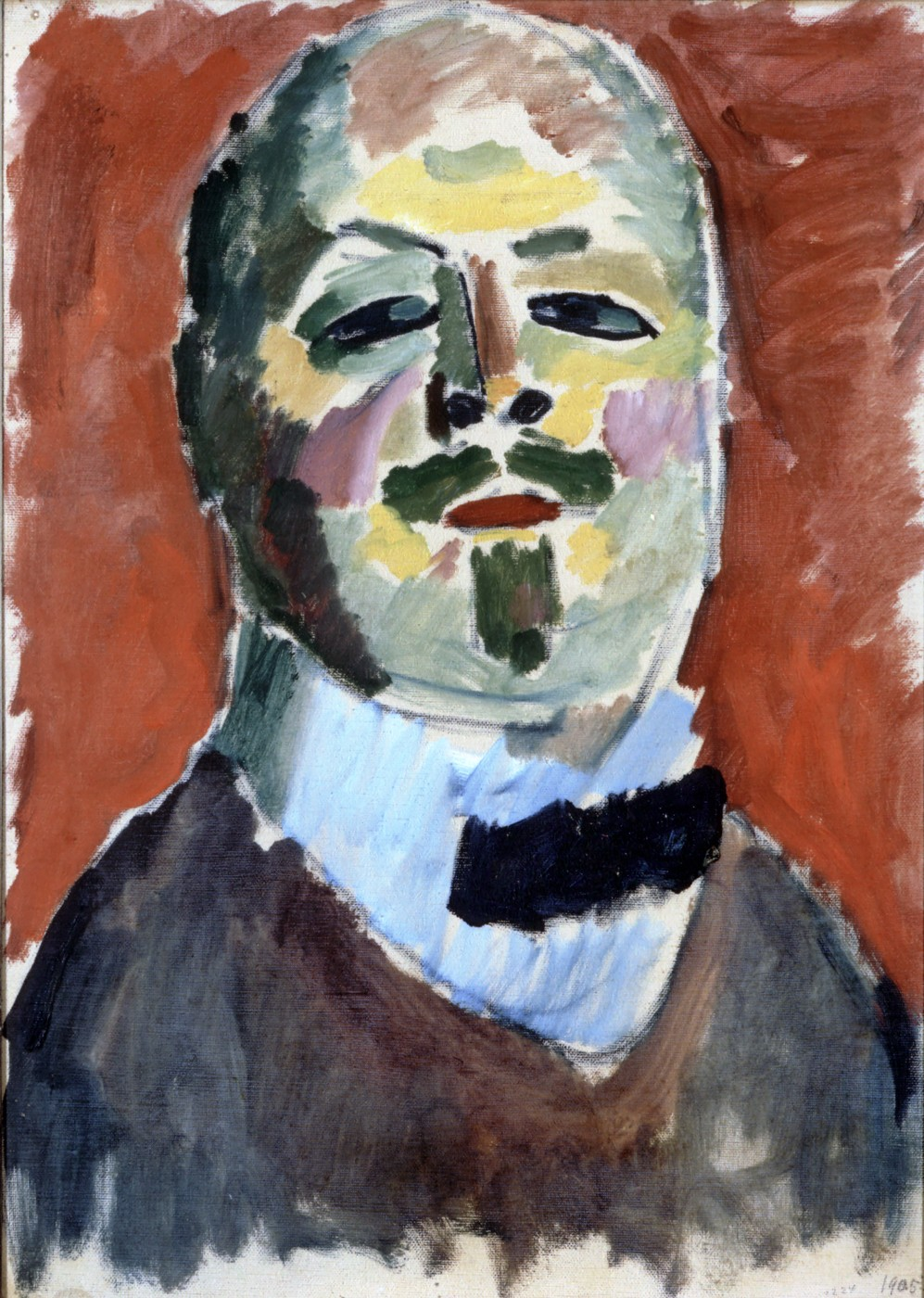
Автопортрет, 1905

В 1896 році Явленський йде у відставку в чині штабс-капітана та виїжджає з Верьовкіною до Мюнхена. З ними їде 11-річна Олена Незнакомова, вихованка його дружини. В Німечиині вони прожили 18 років. Їх мюнхенська квартира в районі Швабінг на Гізельштрассе, 23 стала місцем постійних зустрічей відомих діячів художнього та музичного світу. Тут бували С. П. Дягілєв, Вацлав Ніжинський, Анна Павлова, Елеонора Дузе, засновник галереї Der Sturm Х. Вальден.

### Початок мистецької кар'єри
Разом з М. В. Верьовкіною, Д. Н. Кардовським та І. Е. Грабарем вступає до школи Антона Ажбе. В 1897 році з Ашбе і групою товаришів по навчанню їде до Венеції, щоб вивчати італійських майстрів.
З 1899 року допомагає Ашбе вести заняття в школі. В 1890-1900-ті багато подорожує, працює в Італії і Франції (Париж, Нормандія, Бретань). У 1901—1902 роках проводить 14 місяців в Росії, під час цієї поїздки зблизився з Оленою Незнакомовой, вихованкою Верьовкіної, у них народжується син Андрій (Явленський-Незнакомов).
На ранній період творчості Явленського вплинули роботи І. Ю. Рєпіна, В. А. Сєрова та К. А. Коровіна, пізніше — Дж. Уїстлера, І. Зулоагі, Вінсента Ван Гога, П. Сезанна, Пабло Пікассо, і особливо Анрі Матісса, з яким познайомився в 1907 році в Парижі.

### Від реалізму до індивідуального стилю
Після мюнхенського реалізму, Олексій деякий час пише картини у стилі Ван Гога, до 1908 року, коли під впливом французьких художників він прийшов до індивідуальної манери, заснованої на спрощенні натури відповідно до розробленого Ашбе принципом «великої лінії» і «великої форми», використав інтенсивну гаму чистих кольорів, посилену чорними контурами.
З 1903 року виставлявся в Мюнхенському і Берлінському Сецессіонах. Бере участь в російських виставках в Санкт-Петербурзі: Нового товариства художників (1905), СРХ (1906), «Вінок» (1908), «Салоні» С. К. Маковського (1909), 1- му і 2-му «Салонах» В. А. Іздебського (1909/1910 і 1911), «Бубновий валет» (1910/1911). В 1906 році його пейзажі Бретані експонувалися на організованій С. П. Дягілєвим виставці «Світ мистецтва» в Петербурзі і Виставці російського мистецтва в паризькому Осінньому салоні.
В 1909 році разом з Василем Кандінським організував мюнхенське Нове мистецьке товариство (Neue Künstler-Vereinigung München) — у відповідь на відмову Сецессіона прийняти їх твори. Художник стає віце-президентом товариства, а після відходу Кандінського (1911) — президентом. Пізніше працює в заснованому Кандінським об'єднанні «Синій вершник» і бере участь в його виставках (1911—1912). Проводить персональні виставки в Бремені (1911), Мюнхені (1912—1913) і Берліні (галерея Der Sturm, лютий 1914).

### Переїзд до Швейцарії

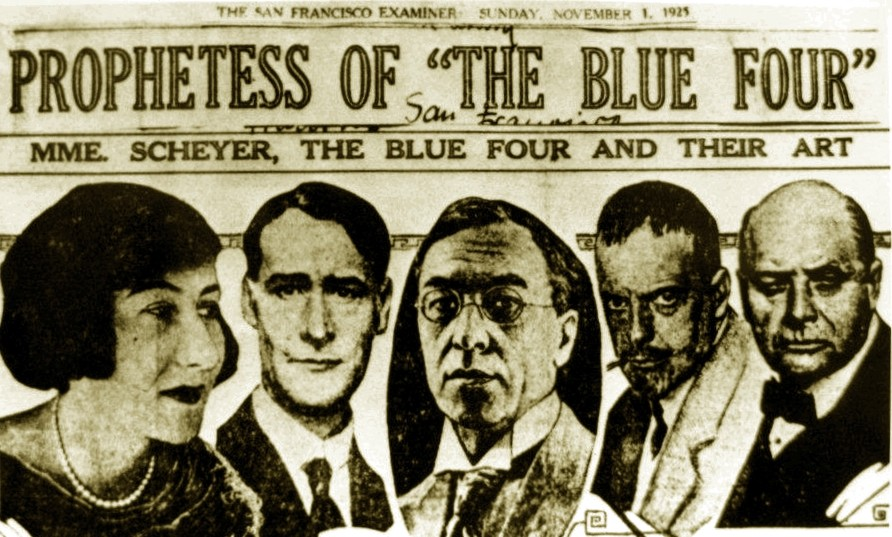
Колаж з газети «San Francisco Examiner» від 1 листопада 1925 року. Зліва направо: Емма Шейер, Ліонель Файнінгером, Василь Кандінський, Пауль Клеє і Олексій Явленській

З початком Першої світової війни разом з Верьовкіною, Незнакомовой і сином був змушений тікати з Німеччини до Швейцарії, залишивши велику частину майна. Жив в Санта-Пре поблизу Лозанни (1914—1916), де зустрічався з С. П. Дягілєвим, М. Ф. Ларионовим, Н. С. Гончаровою, І. Ф. Стравінським і Л. С. Бакстом. В 1915 році брав участь у виставці російських художників-емігрантів в Лозанні і в благодійній виставці у Вільно. Разом з іншими емігрантами брав участь в російському відділі XII Міжнародного бієнале мистецтв у Венеції (1920). З 1917 року жив в Цюріху, який до кінця війни став великим міжнародним мистецьким центром, з березня 1918 — в Аськоне (1918—1921).
.

### Повернення до Німеччини
У травні 1921, після розриву стосунків з Верьовкіною, повернувся з родиною до Німеччини і оселився в Вісбадені, де одружився з Незнамовою. В 1934 році прийняв німецьке громадянство. В Вісбадені Явленський знайомиться з колекціонером Генріхом Кірхгофом, який стає прихильником його творчості та меценатом.
З 1916 року його менеджером була художниця з Брюсселя Емма Шейер, він жартівливо називав її «Галка». В 1917 році Емма організувала його велику персональну виставку в Базелі, з 1920 щорічно влаштовувала його виставки в багатьох містах Німеччини, з 1936 — в США. В 1924 за її ініціативою виникло об'єднання «Синя четвірка» («Die Blauen Vier»: Явленський, Кандінський, П. Клеє і Л. Фейнінгер), яке в подальшому з успіхом провело понад 20 виставок у Німеччині та США.
Його живопис ставав все більш умовним. Улюбленими мотивами стали голови і пів постаті, утворені плавними лініями і площинами з тонкими колірними переходами: «Терновий вінець» (1918), «Молитва» (1922), «Поезія ранку» (1930). Графічна схема повторюється в чорно-білих літографіях (альбом з 6 автолітографій «Голова», Вісбаден, 1922). На початку 1930-х прийшов до грубого мазку і поєднання похмурих тонів. В 1933—1937 створив понад 1000 робіт, під назвою «Медитації», які вважав підсумком свого духовного досвіду і вершиною творчості.

### Останні роки життя
З 1929 року страждав прогресуючою хворобою суглобів, яка змушувала тримати кисть обома руками, а до кінця 1930-х призвела до повної втрати працездатності.
В 1933 році нацистська влада Німеччини, яка оголосила боротьбу з авангардним мистецтвом, заборонила Явленському виставкову діяльність. Виняток склала виставка «дегенеративного мистецтва», організована владою з пропагандистською метою. Виставка відкрилася в мюнхенському Будинку мистецтв в липні 1937 і до квітня 1941 відвідала ще 12 міст. В останні роки життя художник жив на щомісячну допомогу від Товариства Явленського, організованого його шанувальниками.
Помер у віці 76 років, похований на російському кладовищі в Вісбадені. Над могилою встановлений хрест з білого мармуру з написом «Хай буде воля Твоя». Нижче, на постаменті — імена і дати життя Олексія та Олени Явленських.

### Спадщина художника
В післявоєнні роки меморіальні виставки Явленського і «Синьої четвірки» пройшли в багатьох містах Європи та США. Його роботи представлені в найбільших музеях сучасного мистецтва на Заході, а також в ДРМ і ДТГ, 8 робіт — в Омському музеї образотворчих мистецтв ім. М. А. Врубеля. У 2000 році виставка його творів пройшла в ДРМ (в Строгановському палаці).
Іменем художника названі вулиці в Мюнхені і Вісбадені. В Вісбадені заснована мистецька премія імені А. Г. Явленського, одна з гімназій міста носить його ім'я.
Його архів знаходиться в Локарно (Швейцарія). Його онуки Лючія і Ангеліка підготували і видали в 1990 році чотиритомний каталог художньої спадщини художника.

## Галерея

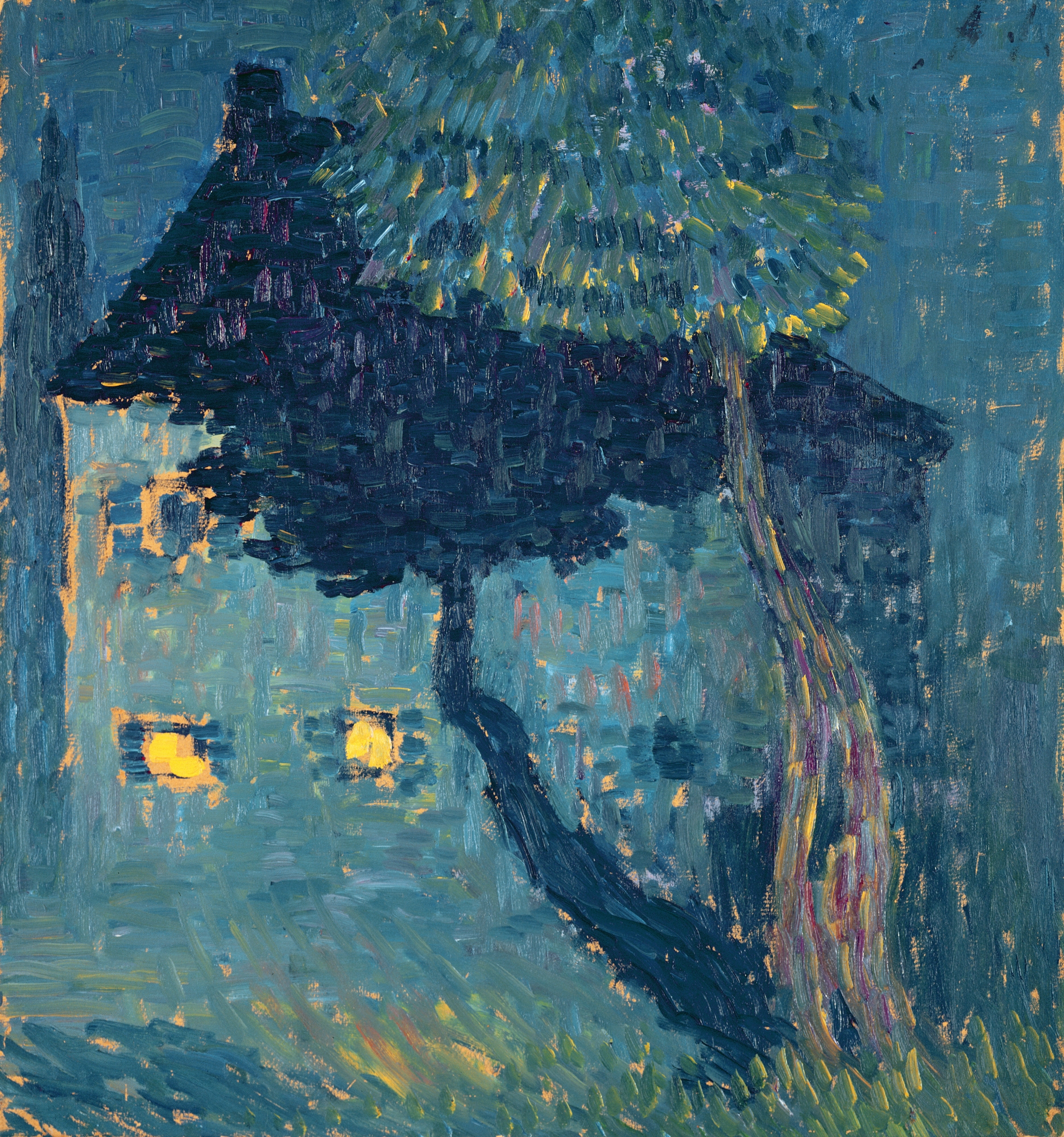
Будинок в лісі (1903)
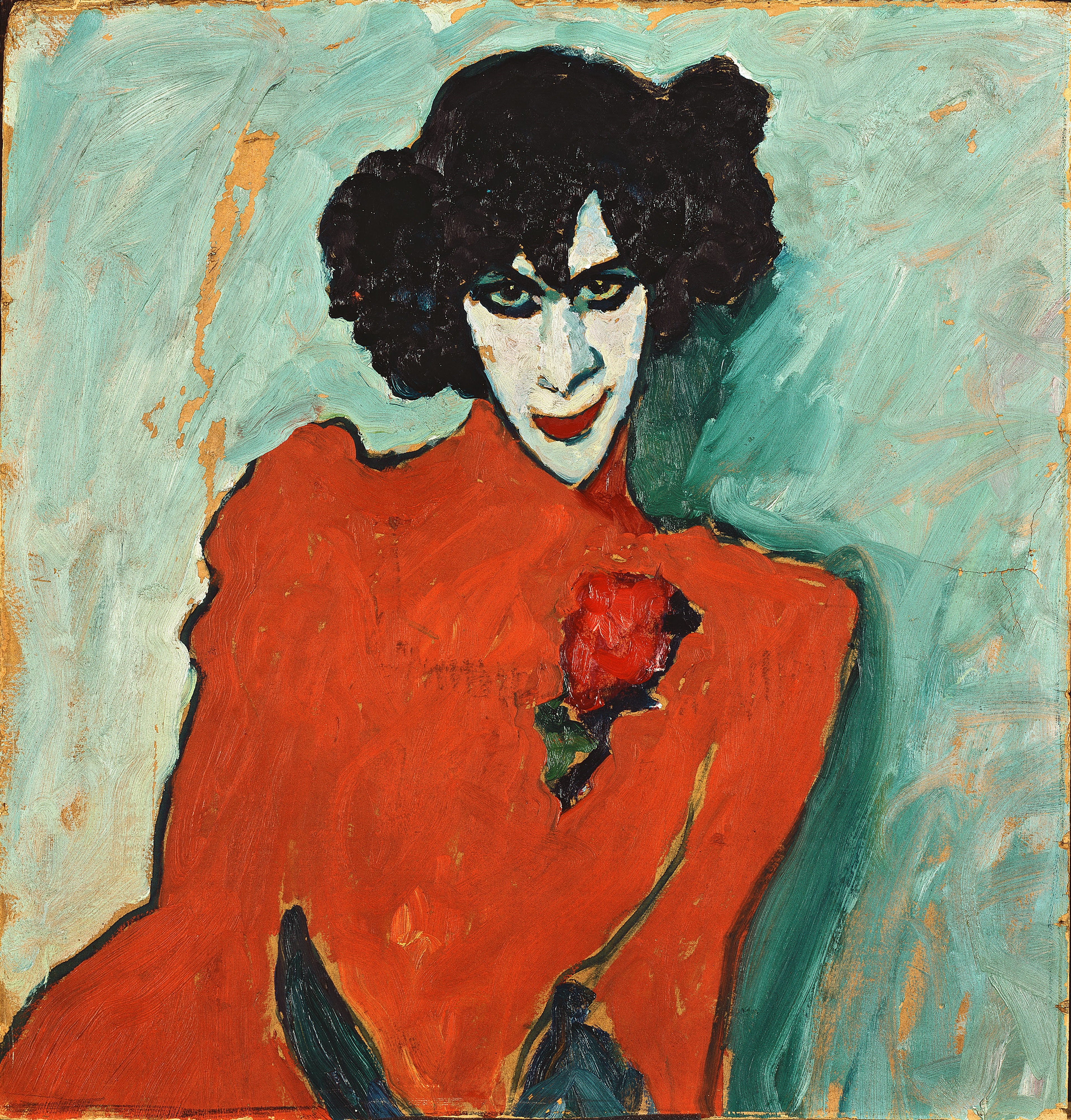
Олександр Сахаров. Танцівник (1909)
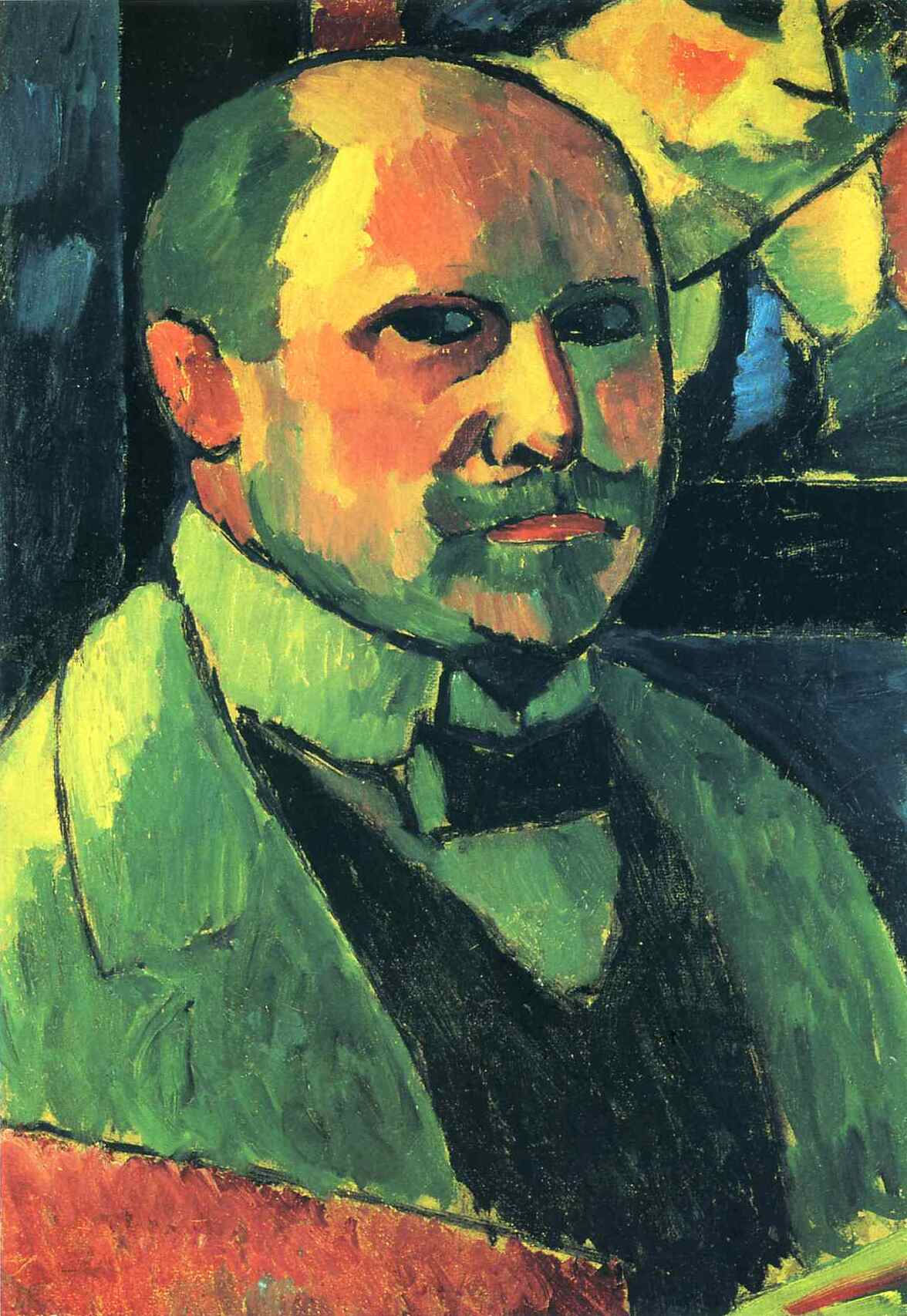
Автопортрет (1912)
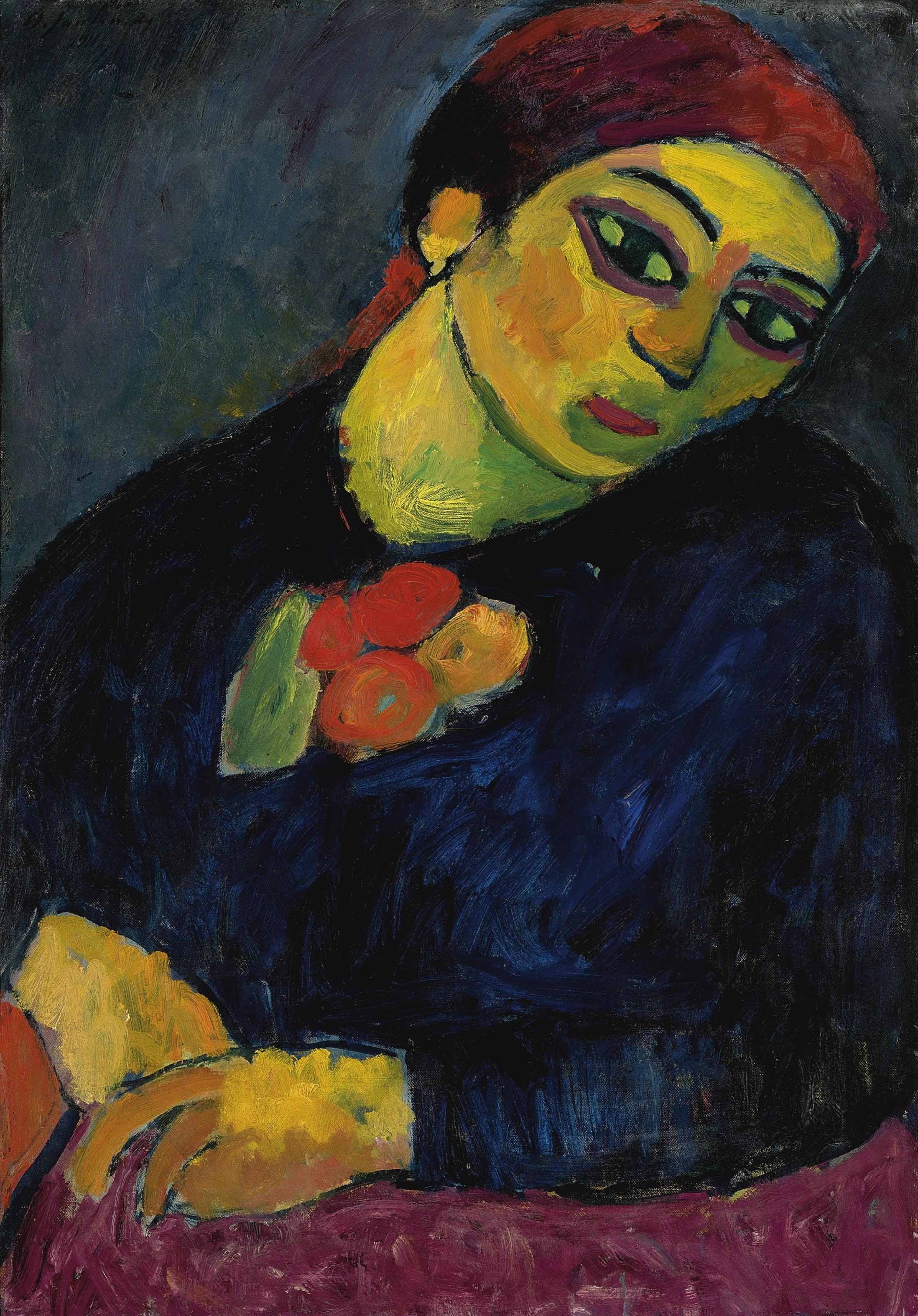
Олена Незнакомова (1911)
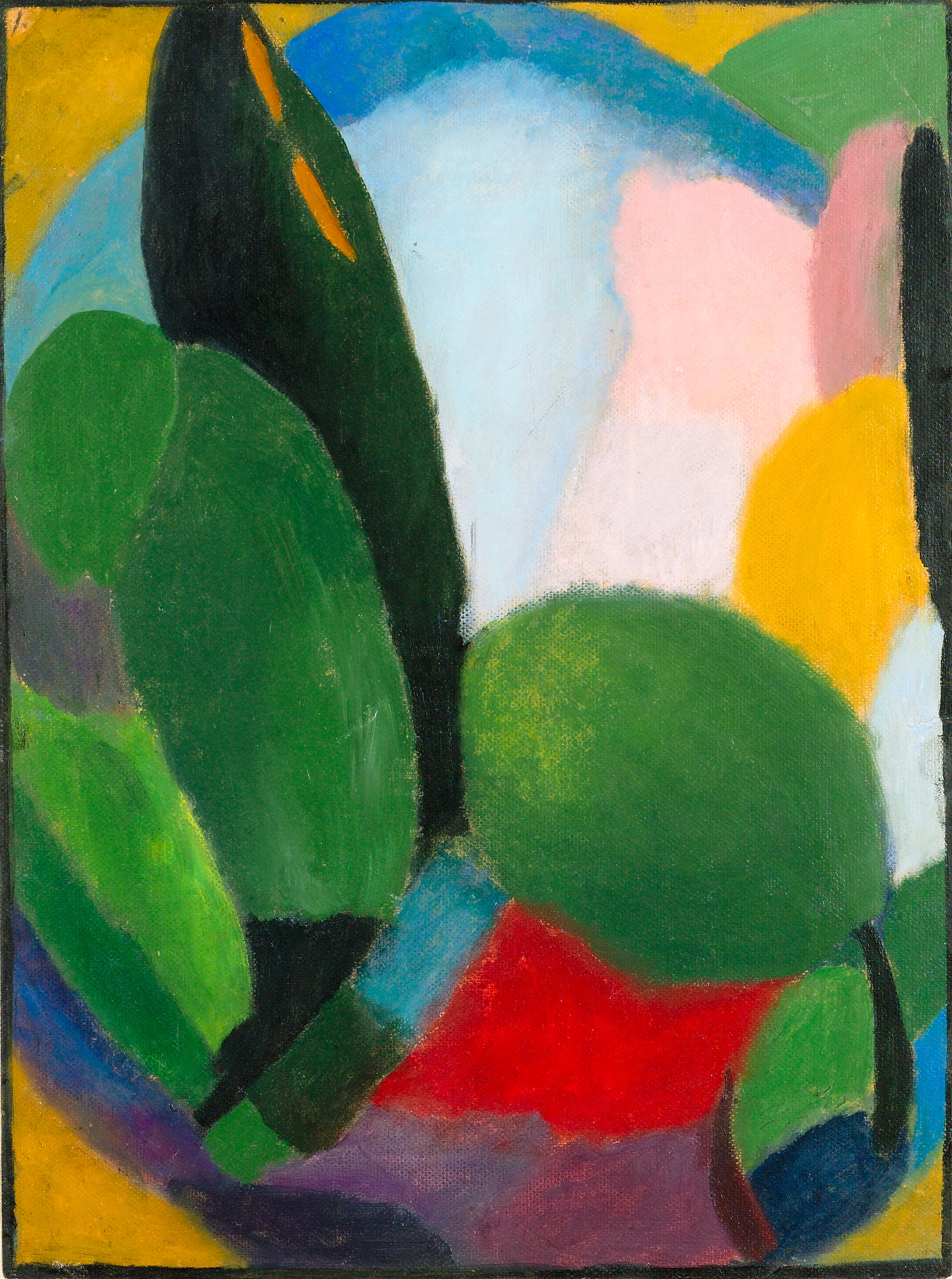
Варіація (1916)
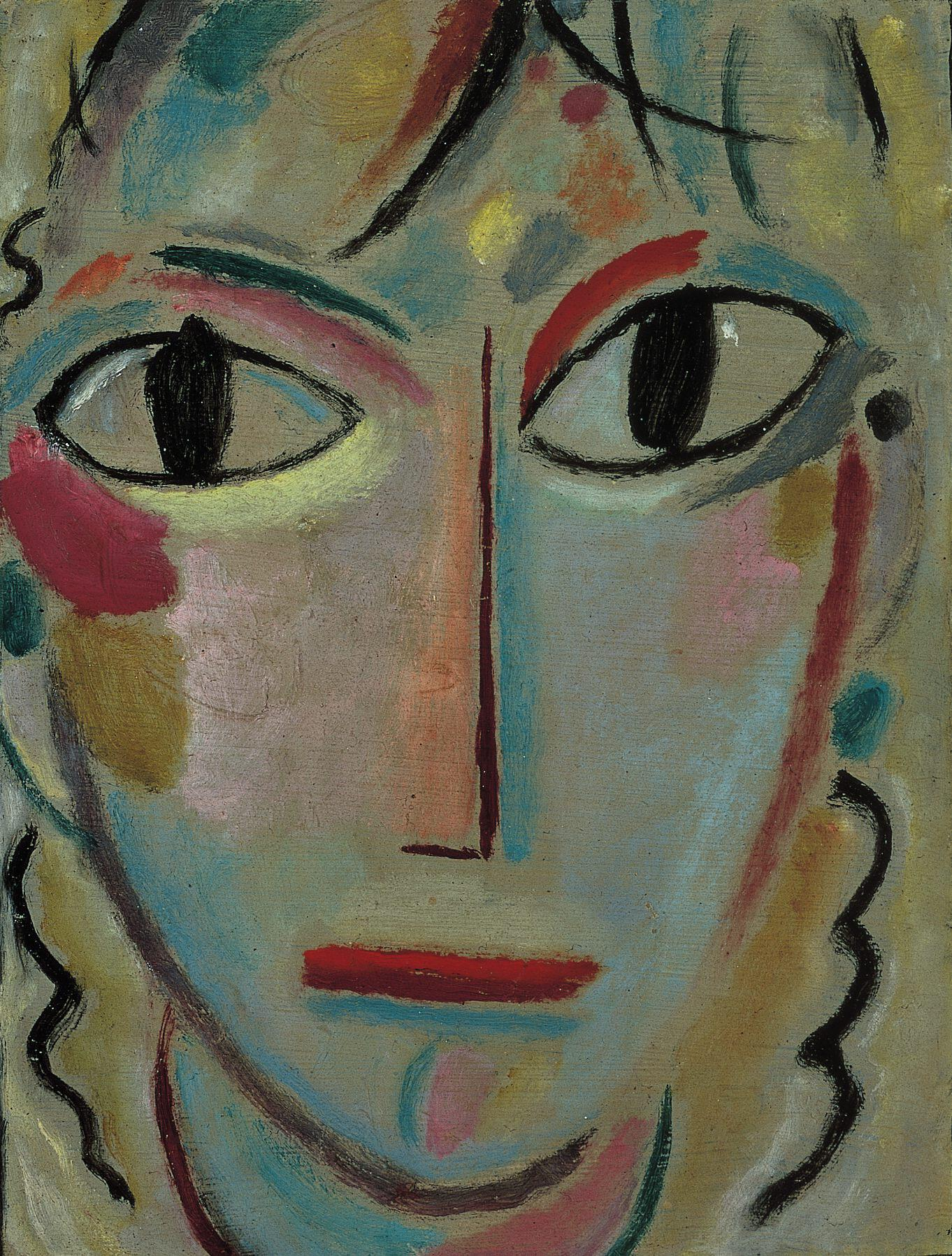
Подив (1919)